# ستانلي ألبرت ميلنر
ستانلي ألبرت ميلنر هو سياسي كندي، ولد في 1930 في كالغاري في كندا.